# Faisceau (de modules)
Pour les articles homonymes, voir Faisceau.
En mathématique, un faisceau de modules est un faisceau sur un espace localement annelé {\displaystyle (X,O_{X})} qui possède une structure de module sur le faisceau structural {\displaystyle O_{X}}.

## Définition
Sur un espace localement annelé {\displaystyle (X,O_{X})}, un faisceau de {\displaystyle O_{X}}-modules (ou un {\displaystyle O_{X}}-Module) est un faisceau {\displaystyle F} sur {\displaystyle X} tel que {\displaystyle F(U)} soit un {\displaystyle O_{X}(U)}-module pour tout ouvert {\displaystyle U}, et que pour tout ouvert {\displaystyle V} contenu dans {\displaystyle U}, l'application restriction {\displaystyle F(U)\to F(V)} soit compatible avec les structures de modules: pour tous {\displaystyle a\in O_{X}(U),f\in F(U)}, on a
Les notions de sous-{\displaystyle O_{X}}-modules et de morphismes de {\displaystyle O_{X}}-modules sont claires.

## Exemples
- Le faisceau structural {\displaystyle O_{X}} est un faisceau de {\displaystyle O_{X}}-modules. Les sous-modules de {\displaystyle O_{X}} sont des faisceaux d'idéaux de {\displaystyle O_{X}}.
- Si {\displaystyle f:F\to G} est un morphisme de faisceaux de {\displaystyle O_{X}}-modules, alors le noyau, l'image et le conoyau de {\displaystyle f} sont des faisceaux de {\displaystyle O_{X}}-modules. Le quotient de {\displaystyle G} par un

sous-{\displaystyle O_{X}}-Module est un {\displaystyle O_{X}}-Module.
- Si {\displaystyle I} est un ensemble d'indice, la somme directe {\displaystyle O_{X}^{(I)}} est définie sur chaque ouvert {\displaystyle U} comme étant {\displaystyle O_{X}(U)^{(I)}}, la somme directe de copies de {\displaystyle O_{X}(U)} indexées par {\displaystyle I}. C'est un faisceau de {\displaystyle O_{X}}-modules libre. Un faisceau de {\displaystyle O_{X}}-modules {\displaystyle F} est dit localement libre (de rang {\displaystyle r}) si tout point de {\displaystyle X} possède un voisinage ouvert sur lequel {\displaystyle F} est libre (de rang {\displaystyle r}).
- Si {\displaystyle F,G} sont des faisceaux de {\displaystyle O_{X}}-modules, on définit le faisceau des morphismes de {\displaystyle F} dans {\displaystyle G} par{\displaystyle U\mapsto Hom_{O_{X}(U)}(F(U),G(U))}(le {\displaystyle O_{X}(U)}-module des applications linéaires {\displaystyle F(U)\to G(U)}). Le dual de {\displaystyle F} est le faisceau des morphismes de {\displaystyle F} dans {\displaystyle O_{X}}.
- Le faisceau associé au préfaisceau {\displaystyle U\to F(U)\otimes _{O_{X}(U)}G(U)} est noté {\displaystyle F\otimes _{O_{X}}G}. Ses germes en {\displaystyle x} est canoniquement isomorphe à {\displaystyle F_{x}\otimes _{O_{X,x}}G_{x}}.
- Soit {\displaystyle g:X\to Y} un morphisme d'espaces localement annelés. Soit {\displaystyle F} un faisceau de {\displaystyle O_{X}}-modules. Alors l'image directe {\displaystyle g_{*}F} est un faisceau de {\displaystyle O_{Y}}-module.
- Soit {\displaystyle G} un faisceau de {\displaystyle O_{Y}}-modules. On définit l'image réciproque {\displaystyle g^{*}G} (à distinguer de l'image réciproque {\displaystyle g^{-1}G}) comme étant le produit tensoriel {\displaystyle g^{-1}G\otimes _{g^{-1}(O_{Y})}O_{X}}. On a {\displaystyle (g^{*}G)_{x}} isomorphe à {\displaystyle G_{f(x)}\otimes _{O_{Y,f(x)}}O_{X,x}} pour tout {\displaystyle x} dans {\displaystyle X}.

## Faisceaux quasi-cohérents
On dit qu'un faisceau de {\displaystyle O_{X}}-modules {\displaystyle F} est engendré par ses sections globales si pour tout point {\displaystyle x} de {\displaystyle X}, l'image de l'homomorphisme canonique {\displaystyle F(X)\to F_{x}} engendre {\displaystyle F_{x}} comme {\displaystyle O_{X,x}}-module. Cela équivaut à dire qu'il existe un morphisme surjectif de faisceaux de {\displaystyle O_{X}}-modules {\displaystyle L\to F}, où {\displaystyle L} est un faisceau de {\displaystyle O_{X}}-modules libre.
On dit que {\displaystyle F} est quasi-cohérent si tout point de {\displaystyle X} possède un voisinage ouvert dans lequel {\displaystyle F} est un quotient d'un faisceau de {\displaystyle O_{X}}-module libre. Cela veut dire donc que tout point {\displaystyle x} possède un voisinage ouvert {\displaystyle V} tel que {\displaystyle F|_{V}} soit engendré par ses sections {\displaystyle F(V)}.

## Faisceaux cohérents
On dit que {\displaystyle F} est cohérent (en) si tout point {\displaystyle x} de {\displaystyle X} possède un voisinage {\displaystyle V} tel que {\displaystyle F|_{V}} soit quotient d'un faisceau de {\displaystyle O_{V}}-modules libre de rang fini (on dit alors que {\displaystyle F} est de type fini) et si pour tout ouvert {\displaystyle U} et pour tout morphisme {\displaystyle O_{U}^{r}\to F|_{U}}, le noyau est de type fini.

## Référence bibliographique
A. Grothendieck et J. Dieudonné, Éléments de géométrie algébrique, chap. 0, § 4-5